# Новий атеїзм

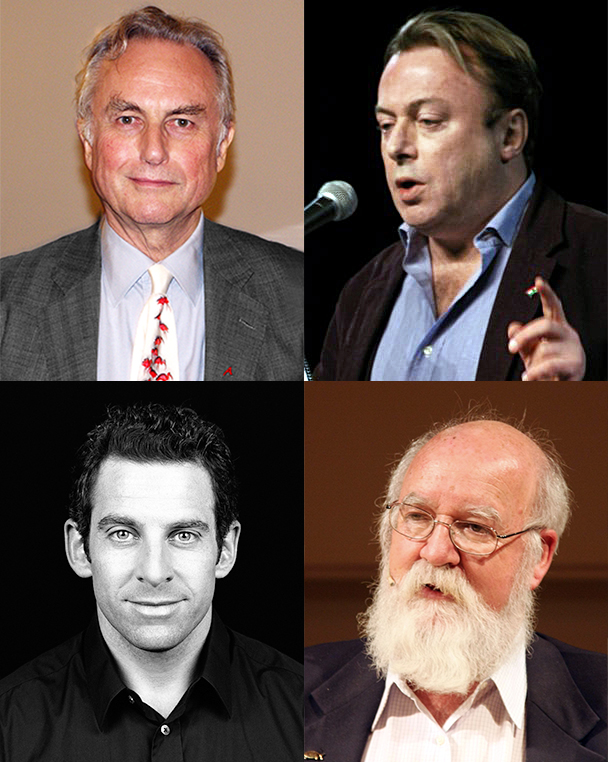
Річард Докінз, Крістофер Гітченс, Деніел Деннет, та Сем Гарріс.
Згідно з Річардом Докінзом, «ми всі атеїсти по відношенню до більшості богів, в які людство колись вірувало. Просто деякі з нас ідуть на одного бога далі».

Новий атеїзм (англ. New atheism) — умовна назва системи поглядів ряду вчених, філософів та громадських діячів, в основі якої лежать уявлення про релігію як про хворобу сучасного суспільства, з якою потрібно активно боротися, і спростування базових положень релігії (наприклад, про існування Бога) за допомогою наукового методу..

## Історія
«Новий атеїзм» розглядається як відповідь на зростання релігійного фундаменталізму по всьому світу, зокрема — на теракти 11 вересня 2001 року в США, вчинені ісламістами, і поширення релігійності в США, де впливові християнські громади виступають за викладання в школах креаціонізму, за заборону одностатевих шлюбів і обмеження дослідження стовбурових клітин.
У 2005 році публіцист Сем Гарріс видав книгу «Кінець віри», що стала бестселером. Її головним предметом був вплив ісламу на теракти 11 вересня, проте Гарріс бачив корінь бід не в ісламі як такому, а в природі релігії. У 2006 році були видані «Лист до християнської нації» Гарріса, «Руйнування закляття» філософа Деніела Деннета і «Бог як ілюзія» британського етолога Річарда Докінза, що стала одним з головних бестселерів року в США; в 2007 році — «Бог не любов» Крістофера Гітченса і «Бог: невдала гіпотеза» Віктора Стенджера. Ці книги були видані у великих видавництвах і отримали широке висвітлення в ЗМІ. У 2006 році журналіст Wired Гері Вулф оголосив про настання «нового атеїзму». Докінза, Гарріса, Деннета і Хітченса нарекли «чотирма вершниками» атеїзму; це прізвисько, спочатку вкинуте супротивниками «нових атеїстів», прижилося.

## Ідеї
Докінз і Стенджер розглядають існування Бога як наукову гіпотезу, яка може бути перевірена стандартними науковими методами, зокрема фальсифікована. Обидва автори приходять до висновку про те, що існування Бога спростовується логічно. Крім того, всі процеси, що відбуваються у світі, в тому числі виникнення життя і робота свідомості людини, можуть бути пояснені з позицій науки.
«Нові атеїсти» розглядають релігію не просто як оману, але як зло, з яким необхідно активно боротися. Як зло вони розглядають і толерантність до релігії. Гарріс особливо відзначав, що небезпечні не тільки найбільш агресивні фундаменталістські форми релігії, а й «помірна» релігійність, яка є, по суті, першим кроком до того ж фундаменталізму. Погоджуючись з тим, що релігія існувала протягом людської історії в силу об'єктивних причин — когнітивних установлень людини, — Гарріс стверджує, що людству під силу відмовитися від релігії так само, як воно, з плином історії, відмовилося від інших застарілих практик, таких, як рабство. Позиція Деннета дещо відрізняється від абсолютного неприйняття релігії Гаррісом і Докінзом: Деннет допускає існування у людини деяких апріорних установлень, які є для людини сакральними і приймаються на віру, але поширює їх тільки на питання етики.

## Критика
«Новий атеїзм» критикується християнськими богословами. Зокрема, Алістер Макґрат видав книгу «Докінз як ілюзія», повністю присвячену полеміці з Докінзом.
«Новим атеїстам» дорікають в тому, що вони не пропонують нічого нового в змістовній критиці релігії, а їхня новизна полягає тільки в агресивній публічній позиції, кампанії в мас-медіа і публікаціях в провідних видавництвах.
На думку католицького богослова Джона Гота, «нові атеїсти» недостатньо послідовні в порівнянні з атеїстами минулих століть, такими як Карл Маркс, Альбер Камю або Фрідріх Ніцше: у той час, як атеїсти минулого усвідомлювали, що відмова від релігії буде початком нової ери, «нові атеїсти», на думку Гота, «помилково вважають, що після зникнення релігії можна буде жити по-старому».